# Runcorn
Runcorn è una località di 61.252 abitanti della contea del Cheshire, in Inghilterra.

## Geografia
Runcorn è situata sulla sponda sinistra del Mersey, a 18 km a sud-est di Liverpool.

## Storia
Runcorn fu fondata da Ethelfleda nel 915 d.C. come fortificazione contro le invasioni vichinghe in corrispondenza di un restringimento del fiume Mersey. Sotto la dominazione normanna, Runcorn passò sotto la baronia di Halton e nel 1115 vi fu fondata un'abbazia agostiniana. Rimase un piccolo insediamento isolato fino alla rivoluzione industriale, quando l'apertura del Bridgewater Canal nel 1776 rese Runcorn, la rese un porto che avrebbe collegato Liverpool con i dintorni di Manchester e lo Staffordshire. All'apertura dello scalo portuale seguì la nascita di industrie, principalmente cantieri navali e cave di arenaria. Tra la fine del XVIII e l'inizio del XIX secolo, Runcorn fu anche una stazione termale e di cura, ma con l'aumentare dell'inquinamento industriale questa settore fu costretto a chiudere. Nel 1964, Runcorn fu designata come nuova città e si espanse verso est, inghiottendo gli insediamenti vicini e più che raddoppiando la sua popolazione.

## Monumenti e luoghi d'interesse
- Chiesa di Ognissanti, fondata secondo la tradizione da Ethelfleda nel 915. Fu rimpiazzata, probabilmente intorno al 1250, da un nuovo edificio che fu modificato e ampliato nel XIV e nel XV secolo. Nel XIX secolo la struttura dell'edificio si era deteriorato a tal punto che fu demolito e sostituito da una nuova chiesa, costruita tra il 1847 e il 1849 su progetto di Anthony Salvin.

## Infrastrutture e trasporti
La principale via d'accesso alla città è l'autostrada M56 che collega l'area della Grande Manchester con Chester.

### Ferrovie
Runcorn è servita da due stazioni: la prima posta lungo la West Coast Main Line e la seconda situata su una linea regionale.